# Sundamys muelleri
Espèce
Statut de conservation UICN

 LC  : Préoccupation mineure
Sundamys muelleri est une espèce de rongeur de la famille des Muridae, du genre Sundamys.

## Taxonomie
L'espèce est décrite pour la première fois par le zoologiste néerlandais Fredericus Anne Jentink en 1879.

## Classification
Le genre Sundamys comprend trois espèces dont Sundamys muelleri qui serait, sur la base d'études morphologiques, plus proche de Sundamys maxi que Sundamys infraluteus.

## Distribution et habitat

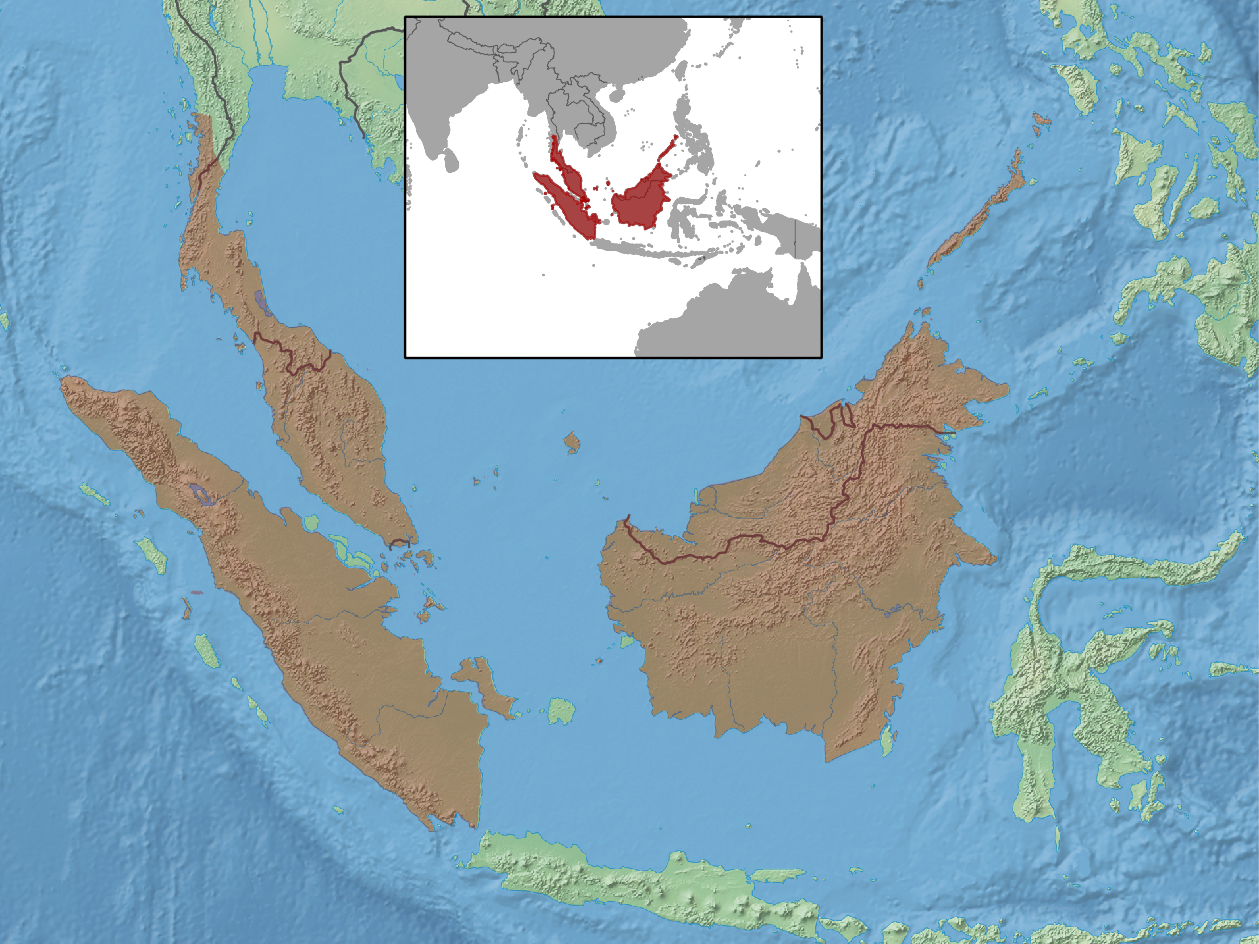
Répartition de l'espèce.

L'espèce est présente de l'isthme de Kra (Birmanie et Thaïlande, Malaisie) à une grande partie des îles indonésienne à l'exclusion de Java.

## Menaces
L'Union internationale pour la conservation de la nature la distingue comme espèce de « Préoccupation mineure » (LC) sur sa liste rouge.